# Low Water
Low Water ist ein See im Lake District, Cumbria, England. Der See liegt in einem Kar an der Nordseite des Coniston Old Man.
Der See hat drei Zuflüsse. Ein unbenannter Zufluss fließt am südlichen Ende in den See, ein weiterer unbenannter Zufluss trifft an westlichen Seite auf den See. Ein kurzer The Doub genannter Zufluss fließt an der nordwestlichen Ecke des Sees hinein. Der Low Water Beck bildet den Abfluss des Sees an dessen nordöstlicher Ecke.
Der See wurde 1713 mit einem Damm aufgestaut um Energie für einen Steinbruch im Tal unterhalb des Sees zu liefern. Der Damm ist jedoch jetzt zerstört und der See ist zu seiner ursprünglichen Tiefe zurückgekehrt.